# 卡兰克
卡兰克，是西班牙卡斯蒂利亚-拉曼恰托莱多省的一个市镇。总面积25平方公里，总人口1906人（2001年），人口密度76人/平方公里。